# プログレッシブダウンロード
プログレッシブダウンロード（英: progressive download）とは、ストリーミングと同じくデータをダウンロードしながら再生する技術のこと。

## 概要
プログレッシブダウンロードでは、プロトコルとして主にHTTPを使い、ファイルをダウンロードしながら再生するという形式を取っている。途中からのダウンロードは技術的に難しいため、キャッシュを残す傾向にあり、クライアントサイドでの高速なシークが可能。半面、通信速度が遅いとキャッシュが溜まるまで動画がスムーズに再生できない。それに対しストリーミングではサーバー側で通信帯域を調整してスムーズに見られるようにしており、シークもサーバーサイドで行うため、サーバー側の負荷が大きく大規模配信には向かない。そのため、ストリーミングはライブ配信に向いており、プログレッシブダウンロードはオンデマンド配信に向いている。
ストリーミング用プロトコルによるストリーミングの場合は再生後そのデータを破棄するように作られていることが多い（保存することができるクライアントも存在する）が、HTTPによるプログレッシブダウンロードの場合は破棄せず一時ファイルとして保存しつづけ、キャッシュが残っている限り次の再生時にもキャッシュが使われる。しかし、著作権の「私的使用のための複製」の例外の観点から見て、著作物をプログレッシブダウンロードした場合に一時ファイルとしてアクセスできる状況にあるため問題とする見方がある。しかし、「電子計算機における著作物の利用に伴う複製」（第四十七条の八）が設けられており、著作物の利用が著作権を侵害しない場合は、効率化のためのディスクへの一時的保存が合法化されている。なお、著作権に使用権というものは存在しないため、複製を伴わない私的使用は著作権を侵害し得ない。規約による契約で私的使用が制限されている場合、規約を破ると著作権侵害ではなく契約不履行となる。また、サービス運営側が著作物の複製主体（及び自動公衆送信主体）となる場合、ユーザによるダウンロード保存は固定物の複製にはあたらない。ただし、音や影像そのものをハードディスク等に固定化して保存する場合（キャプチャや撮影など）は、録画・録音には当てはまる。
プログレッシブダウンロードを使用しているサイトとしてはYouTubeやその他動画共有サイトなどがある。また、メリットとしてHTTPによる転送が可能なため、ストリーミングサーバを準備する必要がないことなどがあげられる。最近のストリーミング技術では、ファイアーウォールの迂回やCDNとの相性などから、HTTPプログレッシブダウンロード技術を採用しているものが増えており（Silverlightで使われているMicrosoft Smooth Streamingなど）、GYAO!やYahoo!　JAPANなどにも使われていた。